# Новожилов, Николай Борисович
Николай Борисович Новожилов (род. 2 января 1946) — советский футболист, нападающий.

## Биография
Николай Новожилов родился 2 января 1946 года.
Занимался футболом в минской ФШМ.
Играл на позиции нападающего. В 1964—1966 годах выступал в классе «Б» за гродненский «Неман». В сезоне-1964 забил 2 мяча в 30 матчах, в сезоне-1965 — 3 гола в 23 поединках, в сезоне-1966 — 1 мяч в 22 матчах.
В 1966 году перебрался в минское «Динамо», однако не провёл ни одного матча в чемпионате СССР.
В 1967 году защищал цвета минского «Торпедо», выигравшего чемпионат Белорусской ССР.
В 1968 году выступал в классе «Б» за «Енбек» из Джезказгана, забил 16 мячей.
В 1969 году перешёл в алма-атинский «Кайрат», в составе которого провёл 3 матча в первой группе класса «А». Также забил 6 мячей за дубль «Кайрата».
В 1970 году сыграл 3 матча в первой группе класса «А» за карагандинский «Шахтёр» и 5 матчей в классе «Б» за «Цементник» из Семипалатинска.
В 1971 году стал чемпионом Казахской ССР в составе джезказганского «Енбека».